# Musée de la Tannerie et du Cuir
Le musée de la Tannerie et du Cuir, est un musée situé à Bort-les-Orgues dans le département de la Corrèze en région Nouvelle-Aquitaine. Le musée retrace l'histoire des anciennes tanneries de Bort-les-Orgues.

## Histoire des tanneries de Bort-les-Orgues
Les tanneries de Bort les Orgues ouvrent en 1880 face à la gare de Bort-les-Orgues ; elles sont fondées par Gustave Brun, en annexe de sa fabrique de galoches. À l'époque, la petite entreprise emploie une dizaine de personnes.
Dans les années 1960, les tanneries de Bort sont les cinquièmes de France et emploient 600 ouvriers. Ils sont plus de 690 salariés en 1970, lors de la fusion avec les tanneries d'Annonay et du Puy pour former le premier groupe français de tannerie Tanneries Françaises Réunies (T.F.R.), qui emploie en France près de 3 000 personnes.
L'entreprise ferme ses portes en 1991,,,.
L'emplacement des tanneries dans la ville de Bort-les-Orgues est stratégique car, pour faire fonctionner l'usine, cela nécessite beaucoup d'eau ; or la commune est traversée par la Dordogne. De plus, la ville corrézienne est frontalière de deux départements, le Cantal et le Puy-de-Dôme, ce qui a permis de trouver plus de main-d’œuvre. Enfin, la Corrèze est une terre d'élevage, ce qui a permis d'avoir la matière première à proximité. Les tanneries étaient situées en face de la gare de Bort-les-Orgues, ce qui facilita les transports.

## Le musée
Le musée de la Tannerie et du Cuir, qui retrace l'histoire de ces ateliers, jusqu'à leur fermeture définitive en 1991, est situé sur les anciennes tanneries de Bort-les-Orgues. Il a été fondé le 2 décembre 1996, par une association de bénévoles, pour la plupart des anciens tanneurs du site,,,.
Sur 1 000 m2, le musée présente une vingtaine de machines d'origine, de plus de cent ans, (foulon, écharneuse, essoreuse-dérideuse, refendeuse, dérayeuse, lisseuse, palisson…) utilisées pour la transformation des peaux. Cet ensemble est complété par une vidéo et des photos anciennes qui permettent de découvrir le travail du tanneur, de la peau brute jusqu'au cuir fini. Le musée propose un atelier pédagogique pendant lequel chacun peut fabriquer un objet en cuir afin de l'emporter en souvenir,.

### Fréquentation
En 2018, le musée a accueilli 9 814 visiteurs contre 11 618 en 2017. 9 998 visiteurs ont été reçus en 2019.